# SummerSlam (2017)
SummerSlam (2017) là một sự kiện pay-per-view đấu vật chuyên nghiệp và sự kiện của WWE Network sản xuất bởi WWE for the Raw và SmackDown, diễn ra ngày 20 tháng 8 năm 2017, tại Barclays Center ở Brooklyn, New York. Đây là sự kiện thứ 30 trong chuỗi sự kiện SummerSlam.
Có 13 trận đấu trong sự kiện, bao gồm 3 trận ở pre-show. Sự kiện có 8 trận đấu tranh đai vô địch, nhiều nhất trong một sự kiện SummerSlam, trong đó có 5 đai đổi chủ. Trong sự kiện chính, Brock Lesnar đánh bại Braun Strowman, Roman Reigns, và Samoa Joe trong trận đấu fatal four-way để giành lại đai Universal Championship và trong trận đấu penultimate, Jinder Mahal đánh bại Shinsuke Nakamura để giành đai WWE Championship. Trong các trận đấu khác, AJ Styles đánh bại Kevin Owens để giành lại đai United States Championship trong trận đấu mà Shane McMahon là trọng tài khách mời đặc biệt và Dean Ambrose và Seth Rollins đánh bại Cesaro và Sheamus để giành đai Raw Tag Team Championship.

## Kết quả
| #                                                                                     | Kết quả | Thể loại | Thời gian |
| ------------------------------------------------------------------------------------- | --- | --- | --------- |
| 1P                                                                                    | The Miz và The Miztourage (Bo Dallas và Curtis Axel) (cùng với Maryse) đánh bại The Hardy Boyz (Jeff Hardy và Matt Hardy) và Jason Jordan | Trận đấu đồng đội 6 người                                                                                     | 11:20     |
| 2P                                                                                    | Neville đánh bại Akira Tozawa (c) (cùng với Titus O'Neil)                                                                                 | Trận đấu đơn tranh đai WWE Cruiserweight Championship                                                         | 11:45     |
| 3P                                                                                    | The Usos (Jey và Jimmy Uso) đánh bại The New Day (Big E và Xavier Woods) (c) (cùng với Kofi Kingston)                                     | Trận đấu đồng đội tranh đai WWE SmackDown Tag Team Championship                                               | 19:20     |
| 4                                                                                     | John Cena đánh bại Baron Corbin | Trận đấu đơn                                                                                                  | 10:15     |
| 5                                                                                     | Natalya đánh bại Naomi (c) bằng đòn khóa                                                                                                  | Trận đấu đơn tranh đai WWE SmackDown Women's Championship                                                     | 11:10     |
| 6                                                                                     | Big Cass đánh bại Big Show | Trận đấu đơn Enzo Amore bị nhốt phía trên sàn đấu trong một lồng cá mập                                       | 10:30     |
| 7                                                                                     | Randy Orton đánh bại Rusev | Trận đấu đơn                                                                                                  | 0:10      |
| 8                                                                                     | Sasha Banks đánh bại Alexa Bliss (c) bằng đòn khóa                                                                                        | Trận đấu đơn tranh đai WWE Raw Women's Championship                                                           | 13:10     |
| 9                                                                                     | Finn Bálor đánh bại Bray Wyatt | Trận đấu đơn                                                                                                  | 10:40     |
| 10                                                                                    | Dean Ambrose và Seth Rollins đánh bại Cesaro và Sheamus (c)                                                                               | Trận đấu đồng đội tranh đai WWE Raw Tag Team Championship                                                     | 18:35     |
| 11                                                                                    | AJ Styles (c) đánh bại Kevin Owens | Trận đấu đơn tranh đai WWE United States Championship with Shane McMahon as trọng tài khách mời đặc biệt      | 17:20     |
| 12                                                                                    | Jinder Mahal (c) (cùng với The Singh Brothers) đánh bại Shinsuke Nakamura                                                                 | Trận đấu đơn tranh đai WWE Championship                                                                       | 11:25     |
| 13                                                                                    | Brock Lesnar (c) (cùng với Paul Heyman) đánh bại Roman Reigns, Samoa Joe, và Braun Strowman                                               | Trận đấu Fatal 4-Way tranh đai WWE Universal Championship Nếu Lesnar thua cuộc, anh và Heyman đã phải rời WWE | 20:45     |
| - (c) – chỉ người vô địch bước vào trận đấu - P – chỉ trận đấu diễn ra trong pre-show | | |           |